# Apoplophora spinosa
Apoplophora spinosa är en kvalsterart som beskrevs av Sandór Mahunka 1987. Apoplophora spinosa ingår i släktet Apoplophora och familjen Mesoplophoridae. Inga underarter finns listade i Catalogue of Life.